# Partit Comunista d'Astúries
El Partit Comunista d'Astúries (PCA) és la federació del Partit Comunista d'Espanya en el Principat d'Astúries.

## Relacionat
- Partit Comunista d'Espanya
- Izquierda Unida